# Presidenti del Consiglio regionale del Poitou-Charentes
Il presdiente del Consiglio regionale del Poitou-Charentes (in francese Président du conseil régional de Poitou-Charentes) è stato il capo del governo dell'ex regione francese del Poitou-Charentes e il capo del suo Consiglio regionale
Dall'anno di entrata in carica del primo presidente nel 1974 fino alla scomparsa della regione nel 2016, Il Poitou-Charentes ha espresso 13 presidenti (escludendo quelli provvisori). A seguito dell'abolizione della carica e del suo consiglio regionale, le funzioni esecutive sono esercitate dalla regione Nuova Aquitania attraverso il suo presidente.

## Elenco
| Mandato                           | Presidente | Presidente                 | Partito | Partito                                                          |
| --------------------------------- | ---------- | -------------------------- | ------- | ---------------------------------------------------------------- |
| 1974–1976                         |            | Lucien Grand               |         | Centro Democratico                                               |
| 1976–1978                         |            | Jacques Fouchier           |         | Centro Democratico                                               |
| 1978–1980                         |            | Francis Hardy              |         | Raggruppamento per la Repubblica                                 |
| 1980–1981                         |            | Fernand Chaussebourg       |         | Unione per la Democrazia Francese Centro dei Democratici Sociali |
| 1981–1982                         |            | Michel Boucher             |         | Unione per la Democrazia Francese Centro dei Democratici Sociali |
| 1982                              |            | Jacques Santrot            |         | Partito Socialista                                               |
| 1982–1985                         |            | Raoul Cartraud             |         | Partito Socialista                                               |
| 25 marzo 1985 – 16 marzo 1986     |            | René Monory                |         | Unione per la Democrazia Francese Centro dei Democratici Sociali |
| 21 marzo 1986 – 19 dicembre 1988  |            | Louis Fruchard             |         | Unione per la Democrazia Francese Centro dei Democratici Sociali |
| 19 dicembre 1988 – 8 maggio 2002  |            | Jean-Pierre Raffarin       |         | Unione per la Democrazia Francese Democrazia Liberale            |
| 2002 (ad interim)                 |            | Dominique de la Martinière |         | Unione per un Movimento Popolare                                 |
| 28 giugno 2002 – 2 aprile 2004    |            | Élisabeth Morin            |         | Unione per un Movimento Popolare                                 |
| 2 aprile 2004 – 21 aprile 2014    |            | Ségolène Royal             |         | Partito Socialista                                               |
| 21 aprile 2014 – 31 dicembre 2015 |            | Jean-François Macaire      |         | Partito Socialista                                               |